# Майгашля
Майгашля́ (рос. Майгашля, башк. Мәйгәшле) — присілок (колишнє селище) у складі Бєлорєцького району Башкортостану, Росія. Входить до складу Туканської сільської ради.
Населення — 15 осіб (2010; 36 в 2002).
Національний склад:
- росіяни — 61%